# Tetragnatha tantalus
Tetragnatha tantalus là một loài nhện trong họ Tetragnathidae.
Loài này thuộc chi Tetragnatha. Tetragnatha tantalus được miêu tả năm 1992 bởi Gillespie.